# 영주 영주동 근대한옥
영주 영주동 근대한옥은 대한민국 경상북도 영주시 영주동에 있는 일제강점기의 건축물이다.
2018년 8월 6일 대한민국의 국가등록문화재 제720-3호로 지정되었다.

## 개요
고택의 원형은 명나라 황제가 자신의 어머니의 불치병을 고치기 위해 이석간을 통해 환후가 쾌차되어 그 보답으로 99칸 짜리 본채와 별채 여러 채로 나뉜 기와집을 지어 주었다는 전설이 전해지며, 본채는 사라지고 ‘안영빌라’가 신축되었으나 1920년에 신축한 개량한옥인 별채는 ㅁ자형으로 정면 7칸, 측면 6칸의 규모의 현재의 상태로 남아있다. 고택의 별채로 한옥 주택의 건축형식을 보여주고 있으며 한의원과 하숙집으로 사용되어 일제강점기와 근대산업시기의 생활상이 축적되어 있는 가치가 있는 곳이다.

## 같이 보기
- 영주 근대역사문화거리

## 참고 자료
- 영주 영주동 근대한옥 - 국가유산청 국가유산포털